# せせらぎ (洗剤)
せせらぎは、ライオン油脂(現：ライオン)がかつて発売していた洗たく用洗剤。
世界初の無リン洗剤として発売され、環境にやさしいエコ商品のさきがけとなった。

## 商品概要・歴史
内容量は1.5kg。価格は400円。
1970年代、海水の富栄養化により各地で赤潮が発生した。その原因の一つに、合成洗剤に配合されているリンの存在がクローズアップされた。
大きなバッシングにさらされた洗剤メーカー各社は、これまで以上に環境にやさしい商品開発が求められるようになる。高い洗浄力に不可欠とされていたリンを排除するのは難しい技術だったが、ライオン油脂がいち早く無リン化に成功。世界初の無リン洗剤として「せせらぎ」を誕生させた。
だが洗浄力が弱く他の洗剤より高価であり、3ヶ月程度で販売中止となってしまった。

### 沿革
- 1973年10月26日 - 発売開始。
- 1973年12月 - オイルショックの余波により販売中止。

## 宣伝

### キャッチフレーズ
白さが生き生き!! 無燐洗剤 NON-PHOSPHATE

### TV-CM
1回だけ、生cmが放送された。